# Jack Livesey
Jack Edwards Livesey (Vale of Glamorgan, Inglaterra, 11 de junho de 1901 – Burbank, Estados Unidos, 12 de outubro de 1961) foi um ator britânico da era do cinema mudo. Ele era o filho de Sam Livesey, o irmão de Barry Livesey e primo-irmão do ator Roger Livesey.

## Filmografia selecionada
- Song of the Plough (1933)
- The Passing of the Third Floor Back (1935)
- Variety (1935)
- Old Bones of the River (1938)
- Penny Paradise (1938)
- The World Owes Me a Living (1945)
- The First Gentleman (1948)
- Murder at the Windmill (1949)
- Paul Temple's Triumph (1950)
- Patterns of Power (1956)
- The Notorious Landlady (1962)
- That Touch of Mink (1962)